# Independent Albums
Independent Albums (također pod nazivom Billboard Top Independent Albums) je top ljestvica časopisa Billboard koja se bazira na nezavisnim albumima i EP-ovima. Koristi se za izvođače koji nemaju potpisan ugovor na ni jednu diskografsku kuću. Ljestvica je ispunjava prema legalnoj prodaji albuma koju provjerava i odobrava Nielsen SoundScan. Top ljestvica je nastala 2. prosinca 2000. godine. Prvi broj jedan na top ljestvici bio je album Who Let the Dogs Out grupe Baha Men, koji je bio na vrhu ljestvice do kraja 2001. godine.

## Najprodavaniji nezavisni albumi po godini
- 2001.: Baha Men - Who Let the Dogs Out[2]
- 2002.: Mannheim Steamroller - Christmas Extraordinaire[4]
- 2003.: Lil Jon & the East Side Boyz - Kings of Crunk[5]
- 2004.: Lil Jon & the East Side Boyz - Kings of Crunk[6]
- 2005.: Lil Jon & the East Side Boyz - Crunk Juice[7]
- 2006.: Little Big Town - The Road to Here[8]
- 2007.: Razni izvođači - Hairspray[9]
- 2008.: The Eagles - Long Road out of Eden[10]
- 2009.: Jason Aldean - Wide Open[11]
- 2010.: Jason Aldean - Wide Open[12]
- 2011.: Jason Aldean - My Kinda Party[13]

## Vanjske poveznice
- Službena stranica
- Trenutna ljestvica - Independent Albums